# تل ریزی عالیوند
عالیوند روستایی از توابع بخش مرکزی شهرستان ممسنی در استان فارس ایران است.اکثریت جمعیت این روستا از ایل هفت‌لنگ و چهارلنگ بختیاری می‌باشند، که فامیلی‌های این قوم تشکل شده از فامیل‌های احمدی ، امیری، سلطانی، محمودی،جمشیدی و غلامی می‌باشد و شغل سنتی آنها کشاورزی است که تأثیر مهمی بر اقتصاد کشور دارد. این روستا سالانه تقریباً ۱۰۰۰ هکتار کاشت محصولات کشاورزی دارد، که اصلی‌ترین این محصولات شامل؛ گندم، ذُرت، هندوانه، گوجه فرنگی و سایر محصولات صیفی، از جمله مرکبات می‌باشد.

## جمعیت
این روستا در دهستان بکش یک قرار دارد و براساس سرشماری ۱۳۸۵ مرکز آمار ایران جمعیت آن ۴۰۲ نفر (۸۲خانوار) بوده‌است.